# 1re série 1960/61
Die Saison 1960/61 war die 39. Spielzeit der 1re série, der höchsten französischen Eishockeyspielklasse. Meister wurde zum insgesamt 18. Mal in der Vereinsgeschichte der Chamonix Hockey Club.

## Modus
In der Hauptrunde wurde die Liga in zwei Gruppen aufgeteilt (Paris/Alpes). Die Erstplatzierten jeder Gruppe qualifizierten sich für das Meisterschaftsfinale. Für einen Sieg erhielt jede Mannschaft zwei Punkte, bei einem Unentschieden gab es ein Punkt und bei einer Niederlage null Punkte.

## Hauptrunde

### Gruppe Paris
In Paris setzte sich der Athletic Club de Boulogne-Billancourt durch.

### Gruppe Alpes
|    | Klub                       | Sp | S | U | N | T  | GT | Punkte |
| -- | -------------------------- | -- | - | - | - | -- | -- | ------ |
| 1. | Chamonix Hockey Club       | 4  | 4 | 0 | 0 | 39 | 9  | 8      |
| 2. | Ours de Villard-de-Lans    | 4  | 2 | 0 | 2 | 25 | 19 | 4      |
| 3. | Diables Rouges de Briançon | 4  | 0 | 0 | 4 | 8  | 44 | 0      |

Sp = Spiele, S = Siege, U = Unentschieden, N = Niederlagen

## Meisterschaftsfinale
- Chamonix Hockey Club – Athletic Club de Boulogne-Billancourt 6:3/3:1